# Persone di nome Ubaldo
| Questa pagina contiene informazioni ricavate automaticamente dalle voci biografiche con l'ausilio del template Bio e di un bot. L'aggiornamento è periodico e automatico e ricostruisce completamente la pagina. Se manca una persona in questa lista, sei pregato di non aggiungerla, ma accertati piuttosto che la sua voce biografica contenga il template Bio e che i dati anagrafici siano correttamente compilati. Se il template Bio manca, inseriscilo tu stesso o, in alternativa, metti l'avviso {{tmp\|Bio}} che ne segnala la mancanza. Se i dati riportati sono sbagliati, correggi direttamente la voce biografica; le modifiche saranno visibili in questa lista entro pochi giorni. Per chiarimenti vedi il progetto antroponimi. La lista contiene solo le 72 persone che sono citate nell'enciclopedia e per le quali è stato implementato correttamente il template Bio. Pagina aggiornata al 22 lug 2025. |

Questa è una lista di persone presenti nell'enciclopedia che hanno il nome Ubaldo, suddivise per attività principale.

## Alpinisti(1)
- Ubaldo Rey, alpinista italiano (Courmayeur, n. 1923 - Aosta, † 1990)

## Ammiragli(1)
- Ubaldo degli Uberti, ammiraglio italiano (Napoli, n. 1881 - Vicenza, † 1945)

## Arbitri di calcio(1)
- Ubaldo Aquino, arbitro di calcio paraguaiano (San Pedro de Ycuamandiyú, n. 1958)

## Architetti(2)
- Ubaldo Badas, architetto italiano (Cagliari, n. 1904 - Cagliari, † 1985)
- Ubaldo Castagnoli, architetto e ingegnere italiano (Roma, n. 1902 - Torino, † 1982)

## Arcivescovi cattolici(2)
- Ubaldo Calabresi, arcivescovo cattolico italiano (Sezze, n. 1924 - Roma, † 2004)
- Ubaldo Lanfranchi, arcivescovo cattolico e generale italiano († 1207)

## Artisti(1)
- Ubaldo Bartolini, artista italiano (Montappone, n. 1944)

## Attori(3)
- Ubaldo Maria Del Colle, attore, regista e sceneggiatore italiano (Roma, n. 1883 - Roma, † 1958)
- Ubaldo Lay, attore italiano (Roma, n. 1917 - Roma, † 1984)
- Ubaldo Lo Presti, attore italiano (Naso, n. 1954)

## Attori teatrali(1)
- Ubaldo Pittei, attore teatrale, regista e attore cinematografico italiano (Firenze, n. 1878 - Roma, † 1930)

## Avvocati(1)
- Ubaldo Comandini, avvocato, pubblicista e politico italiano (Cesena, n. 1869 - Roma, † 1925)

## Bassi(1)
- Ubaldo Ceccarelli, basso italiano (Pisa, n. 1862)

## Calciatori(11)
- Ubaldo Balbi, calciatore italiano (Lugo, n. 1938 - Parma, † 2022)
- Ubaldo Biagetti, ex calciatore italiano (Genzano di Roma, n. 1958)
- Ubaldo Coppo, calciatore italiano (Ozzano Monferrato, n. 1911)
- Ubaldo Cruche, calciatore uruguaiano (Montevideo, n. 1920 - † 1988)
- Ubaldo Faina, calciatore argentino (Buenos Aires, n. 1927 - † 1981)
- Ubaldo Fillol, ex calciatore e allenatore di calcio argentino (Monte, n. 1950)
- Gustavo Guardia, ex calciatore panamense (n. 1977)
- Adrián Lozano, ex calciatore boliviano (Santa Cruz de la Sierra, n. 1972)
- Ubaldo Narducci, calciatore italiano (Genova, n. 1914 - Genova, † 1972)
- Ubaldo Passalacqua, calciatore e allenatore di calcio italiano (Rapolano, n. 1918 - Milano, † 1988)
- Ubaldo Spanio, ex calciatore italiano (Chioggia, n. 1943)

## Cardinali(1)
- Ubaldo Caccianemici, cardinale italiano (Bologna)

## Cestisti(1)
- Attilio Ansaldo, cestista ecuadoriano (Guayaquil, n. 1921 - † 1995)

## Ciclisti su strada(1)
- Ubaldo Pugnaloni, ciclista su strada italiano (Ancona, n. 1924 - Ancona, † 2018)

## Compositori(1)
- Ubaldo Continiello, compositore italiano (Monteverde, n. 1941 - Roma, † 2014)

## Diplomatici(1)
- Ubaldo Alberto Mellini Ponce de León, diplomatico e politico italiano (Rio Marina, n. 1896 - Roma, † 1969)

## Direttori della fotografia(2)
- Ubaldo Arata, direttore della fotografia italiano (Ovada, n. 1895 - Roma, † 1947)
- Ubaldo Terzano, direttore della fotografia italiano

## Dirigenti sportivi(1)
- Ubaldo Novembre, dirigente sportivo e ex calciatore italiano (Brindisi, n. 1950)

## Generali(3)
- Ubaldo Diciotti, generale italiano (Lucca, n. 1878 - Roma, † 1963)
- Ubaldo Scanagatta, generale italiano (Savigliano, n. 1883 - Oristano, † 1940)
- Ubaldo Soddu, generale italiano (Salerno, n. 1883 - Roma, † 1949)

## Giornalisti(1)
- Ubaldo Scanagatta, giornalista, telecronista sportivo e personaggio televisivo italiano (Firenze, n. 1949)

## Giuristi(3)
- Ubaldo Prosperetti, giurista italiano (Concepción del Uruguay, n. 1914 - Roma, † 1976)
- Baldo degli Ubaldi, giurista italiano (Perugia, n. 1327 - Pavia, † 1400)
- Ubaldo di Bastiano da Gubbio, giurista e scrittore italiano (Gubbio)

## Imitatori(1)
- Ubaldo Pantani, imitatore, comico e attore italiano (Cecina, n. 1971)

## Inventori(1)
- Ubaldo Fiorenzi, inventore italiano (Osimo, n. 1890 - † 1949)

## Lottatori(1)
- Ubaldo Bianchi, lottatore italiano (Pistoia, n. 1890 - Alessandria d'Egitto, † 1966)

## Matematici(1)
- Ubaldo Barbieri, matematico italiano (Lecce, n. 1874 - Genova, † 1945)

## Militari(1)
- Ubaldo Puglieschi, militare italiano (n. 1874 - † 1965)

## Multiplisti(1)
- Ubaldo Ranzi, ex multiplista e bobbista italiano (Templecombe, n. 1970)

## Musicisti(1)
- Ubaldo Gardini, musicista italiano (Poggio Renatico, n. 1924 - Ferrara, † 2011)

## Neurologi(1)
- Ubaldo Bonuccelli, neurologo e scrittore italiano (Camaiore, n. 1949 - Viareggio, † 2025)

## Nobili(1)
- Ubaldo I degli Hucpoldingi, nobile franco

## Pittori(3)
- Ubaldo Gandolfi, pittore italiano (San Matteo della Decima, n. 1728 - Ravenna, † 1781)
- Ubaldo Magnavacca, pittore, incisore e scultore italiano (Modena, n. 1885 - Lerici, † 1957)
- Ubaldo Oppi, pittore italiano (Bologna, n. 1889 - Vicenza, † 1942)

## Poeti(1)
- Ubaldo Bellugi, poeta, commediografo e politico italiano (Massa, n. 1899 - Massa, † 1992)

## Politici(6)
- Ubaldo Biordi, politico sammarinese (n. 1938)
- Ubaldo De Ponti, politico italiano (Como, n. 1920 - Como, † 2011)
- Ubaldo Lopardi, politico italiano (L'Aquila, n. 1913 - L'Aquila, † 1980)
- Ubaldo Pagano, politico italiano (Bari, n. 1979)
- Ubaldo Righetti, politico, ex calciatore e allenatore di calcio italiano (Sermoneta, n. 1963)
- Ubaldo I Visconti, politico italiano († 1230)

## Presbiteri(1)
- Ubaldo Marchioni, presbitero italiano (Grizzana Morandi, n. 1918 - Marzabotto, † 1944)

## Registi(1)
- Ubaldo Ragona, regista e sceneggiatore italiano (Catania, n. 1916 - Roma, † 1987)

## Religiosi(2)
- Ubaldo Adimari, religioso italiano (Sansepolcro - Monte Senario, † 1315)
- Ubaldo di Saint-Amand, religioso francese († 930)

## Storici(3)
- Ubaldo Formentini, storico, archeologo e politico italiano (Licciana Nardi, n. 1880 - La Spezia, † 1958)
- Ubaldo Mazzini, storico e giornalista italiano (La Spezia, n. 1868 - Pontremoli, † 1923)
- Ubaldo Sanzo, storico e filosofo italiano (Roma, n. 1934)

## Storici dell'arte(1)
- Ubaldo Mirabelli, storico dell'arte, musicologo e giornalista italiano (Palermo, n. 1921 - † 2008)

## Tenori(1)
- Ubaldo Toffanetti, tenore italiano (Finale Emilia, n. 1896 - † 1965)

## Vescovi cattolici(2)
- Ubaldo Baldassini, vescovo cattolico e santo italiano (Gubbio, n. 1084 - Gubbio, † 1160)
- Ubaldo, vescovo cattolico italiano

## Senza attività specificata(2)
- Ubaldo Visconti di Gallura (n. 1207 - Giudicato di Gallura, † 1238)
- Ubaldo di Gallura († 1065)